# Pernell Karl Subban
Pour les articles homonymes, voir Subban.
Pernell Karl Sylvester Subban, plus connu sous le nom de P.K. Subban, (né le 13 mai 1989 à Toronto, dans la province de l'Ontario au Canada) est un joueur professionnel canadien de hockey sur glace. Il évolue au poste de défenseur pour les Devils du New Jersey.

## Biographie

### Jeunesse formation et débuts en junior
P.K. Subban, né à Toronto le 13 mai 1989, est le fils de Karl Subban, un jamaïcain joueur de cricket et de Maria Brand Subban, une athlète née à Montserrat dans les Antilles. Il a deux sœurs, Nastassia et Natasha, ainsi que deux frères Malcolm et Jordan. 
Subban commence à jouer au hockey dès ses  trois ans. En 1993, à quatre ans, il est remarqué pour ses performances au sein des Etobicoke Bulldogs. À ses cinq ans, il fait partie d’une équipe composée d'enfants "all stars" de six ans et a marqué 19 des 21 buts de l’équipe. Il a ensuite joué au hockey junior en Ontario avec les Toronto Jr. Canadiens, les Mississauga Reps AAA Hockey Club, les North York Rangers Bantam AAA et les North York Rangers Bantam AAA.  
En 1997, il gagne avec les North York Jr. la Carnation Cup.
Il soutient les Canadiens de Montréal depuis ses neuf ans.  
En 2005, après ses études au Runnymede Collegiate Institute (en) de Toronto, il débute dans la Ligue de hockey de l'Ontario avec les Bulls de Belleville. Il est choisi au deuxième tour, en 43e position par les Canadiens lors du repêchage d'entrée de 2007 dans la Ligue nationale de hockey. Le recruteur de la franchise, Trevor Timmins compare alors son style de jeu à celui de Brian Campbell, un petit joueur qui peut se porter à l'attaque, qui aime lancer, un très bon patineur et utile en avantage numérique. Il participe avec l'équipe LHO au Défi ADT Canada-Russie en 2007 et 2008. En 2008, il joue la Coupe Memorial avec son équipe. En effet, malgré une défaite en finale des séries de la LHO, les Bulls sont repêchés, les vainqueurs étant les Rangers de Kitchener, hôtes du tournoi. Les Bulls et Subban perdent en demi-finale et finissent troisièmes du tournoi.

### Carrière professionnelle

#### Canadiens de Montréal (2009-2016)

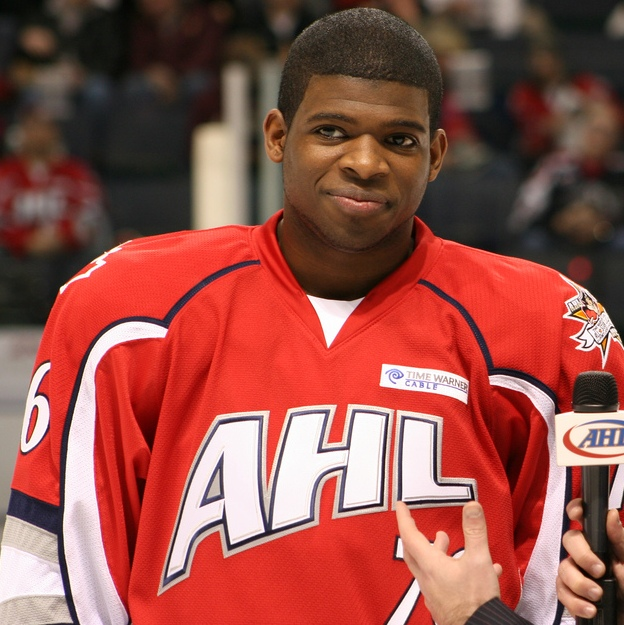
P.K Subban en 2010.

En 2009, il passe professionnel en rejoignant les rangs de la Ligue américaine de hockey pour les Bulldogs de Hamilton. En février 2010, il est appelé pour jouer dans la grande ligue avec les Canadiens alors qu'il a joué quelque temps plus tôt le Match des étoiles de la LAH. Il joue son premier match dans la LNH le 12 février 2010 contre les Flyers de Philadelphie. Malgré la défaite des siens, il inscrit son premier point dans la LNH. Il joue deux matchs avec les Canadiens, inscrivant deux points puis finit la saison régulière avec les Bulldogs de Hamilton. Il joue son premier match de séries éliminatoires dans la LNH, avec les Canadiens de Montréal, le 26 avril 2010. Lors de ce match, Subban fait une passe décisive et aide les Canadiens à combler un déficit de 3-1 dans la série face aux Capitals de Washington, lors de la première ronde. Quatre jours plus tard, il inscrit son premier but dans la LNH contre les Penguins de Pittsburgh; son premier but officiel en carrière dans la ligue nationale a cependant lieu le 11 novembre 2010 contre les Bruins de Boston, seuls les buts en saison régulière étant retenus pour cette statistique,.  En 2010-2011 il participe au concours d'habilité de la fin de semaine du Match des étoiles  en tant que recrue.
Il devient le premier défenseur recrue de l'histoire des Canadiens à enregistrer un tour du chapeau le 20 mars 2011 contre le Wild du Minnesota, sur une passe de Ryan White.
P.K. Subban attend plus de 6 matchs pour commencer la saison 2012-2013 en raison de négociations avec le Directeur Général des Canadiens de Montréal pour obtenir un nouveau contrat. Subban signe finalement le contrat de deux ans et de 5,75 millions de dollars et intègre l'équipe peu après. Il est nommé deuxième étoile du mois de mars 2013 par la LNH et est alors le troisième défenseur au classement des pointeurs, alors qu'il est le premier défenseur au classement des buteurs. P.K. Subban termine la saison 2012-2013 de la LNH à égalité au premier rang des pointeurs chez les défenseurs avec Kristopher Letang, et au premier rang des buteurs parmi tous les défenseurs de la LNH avec 11 buts. Le 7 mai 2013, la LNH dévoile les finalistes du trophée James-Norris remis au meilleur défenseur de la ligue ; il y est cité en compagnie de Letang et de Ryan Suter. P.K. Subban gagne le premier trophée James-Norris de sa carrière le 15 juin 2013 et il est le premier défenseur des Canadiens depuis Chris Chelios en 1988-1989 à remporter ce trophée. Le 2 août 2014, il signe un nouveau contrat de 8 ans pour 72 millions de dollars avec le Canadien, ce qui fait de lui le joueur le mieux payé de l'histoire de la franchise. La saison suivante, il inscrit des records personnels avec 15 buts, 45 aides, 60 points et un différentiel de +21.
Le 15 septembre 2014, Subban est nommé assistant des Canadiens avec Max Pacioretty, Tomáš Plekanec et Andrei Markov, l'entraîneur-chef montréalais Michel Therrien ayant choisi de ne pas nommer de capitaine après le départ de Brian Gionta pendant la saison morte.

#### Predators de Nashville (2016-2019)
Le 29 juin 2016, il est échangé aux Predators de Nashville contre Shea Weber. Lors de sa première saison avec les Preds, Subban enregistre 10 buts et 40 points en 66 matchs. Les Predators se qualifie pour les séries éliminatoires en occupant la dernière place du meilleur deuxième de la Conférence Ouest. L'équipe se rend jusqu'en finale de la Coupe Stanley en 2017 contre les Penguins de Pittsburgh, mais s'incline en six matchs. Subban termine les séries avec 12 points en 22 matchs.

#### Devils du New Jersey (2019-)
Le 22 juin 2019, il est échangé aux Devils du New Jersey en retour des défenseurs Steven Santini et Jeremy Davies ainsi que de deux choix de 2e tour en 2019 et 2020 afin de permettre aux Predators de libérer de l'espace sur la masse salariale,.
Le 20 septembre 2022 il annonce sa retraite du hockey professionnel.

### Carrière internationale

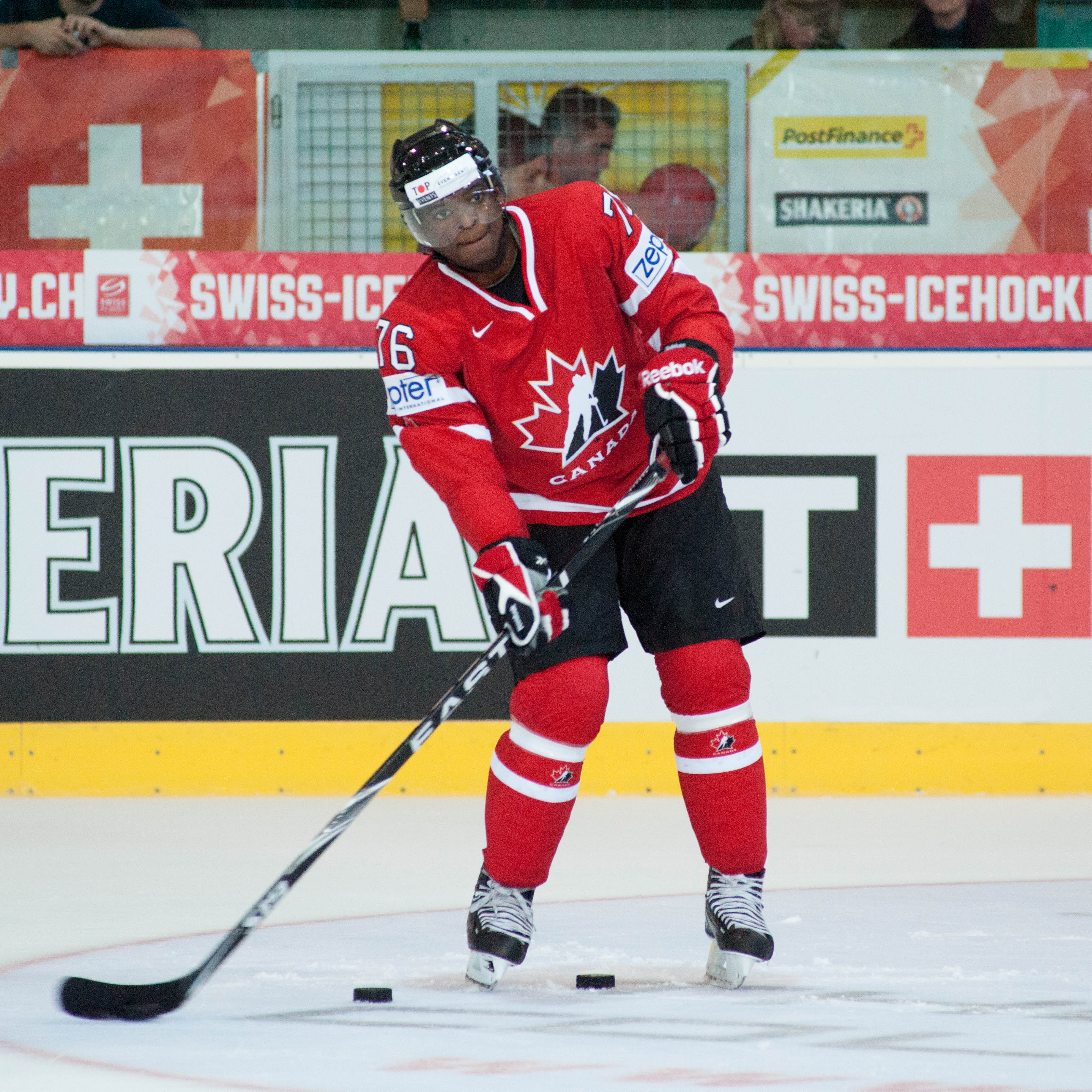
P.K Subban avec le maillot du Canada.

Il représente l'équipe du Canada en sélection junior. Subban fait sa première apparition pour l'équipe canadienne au Championnat du monde junior 2008 en République tchèque. En tant que 7e défenseur du Canada, il n'a qu'un temps de jeu limité alors que l'équipe remporte sa quatrième médaille d'or consécutive en battant la Suède en prolongation lors de la finale. Subban représente le Canada à nouveau au championnat junior de 2009 qui se joue à Ottawa et prend un rôle plus important avec l'équipe. Ainsi, il inscrit trois buts, neuf points et a un différentiel de plus 12. En finale, le Canada bat une nouvelle fois la Suède et Subban est nommé dans l'équipe d'étoiles du tournoi. En 2014, il représente son pays lors des Jeux olympiques de Sotchi et remporte une nouvelle médaille d'or lorsque le Canada bat la Suède 3-0 en finale.

### Vie privée
P.K. Subban est issu d'une famille sportive. Ses deux frères jouent également au hockey : Malcolm, évolue au poste de gardien de but et a été repêché par les Bruins de Boston en 2012, et Jordan, repêché par les Canucks de Vancouver en 2013, joue au poste de défenseur tout comme son frère. Les frères Subban ont également deux sœurs qui ont joué au basket-ball, la plus âgée, Nastassia, ayant détenu le record de points de la ligue universitaire Ontarienne de basketball alors qu'elle évoluait avec l'université York. Karl, son père, était aussi joueur de basketball et sa mère, Maria, faisait de l'athlétisme. Il est en couple depuis 2017 avec la skieuse, Lindsey Vonn, médaillée d'or olympique, avec laquelle il s'est fiancé en août 2019.

### Engagement philanthropique
En 2011, il se rend à Haïti où marqué par la détresse des familles pauvres face à la maladie, il crée la  P.K.’s Helping Hand, une fondation destinée à apporter un soutien financier aux familles ayant des enfants malades. Sa fondation intervient également au Canada.
En 2015, il révèle avoir fait un don exemplaire de 10 millions de dollars sur sept ans à la fondation de l'Hôpital de Montréal pour enfants. Il devient ainsi « l'athlète professionnel canadien à avoir pris le plus grand engagement philanthropique de l'histoire du pays ». Il devient également le porte-parole des campagnes de financement et des événements de la fondation, tandis qu'un atrium de la fondation est baptisé de son nom. Le 1er mars 2017, Subban reçoit la Croix du service méritoire pour ses multiples efforts philanthropiques.
Il participe également à l'édition 2016 de C2 Montréal, où il donne une conférence sur les valeurs qui le motivent à s'améliorer en tant que personne.

## Statistiques

### En club
| Saison     | Équipe                 | Ligue          |     | Saison régulière | Saison régulière | Saison régulière | Saison régulière | Saison régulière |    | Séries éliminatoires | Séries éliminatoires | Séries éliminatoires | Séries éliminatoires | Séries éliminatoires |
| Saison     | Équipe                 | Ligue          | PJ  | B                | A                | Pts              | Pun              | PJ               | B  | A                    | Pts                  | Pun                  |                      |                      |
| 2005-2006  | Bulls de Belleville    | LHO            | 52  | 5                | 7                | 12               | 70               | 3                | 0  | 0                    | 0                    | 2                    |                      |                      |
| 2006-2007  | Bulls de Belleville    | LHO            | 68  | 15               | 41               | 56               | 89               | 15               | 5  | 8                    | 13                   | 26                   |                      |                      |
| 2007-2008  | Bulls de Belleville    | LHO            | 58  | 8                | 38               | 46               | 100              | 21               | 8  | 15                   | 23                   | 28                   |                      |                      |
| 2008       | Bulls de Belleville    | Coupe Memorial | -   | -                | -                | -                | -                | 4                | 1  | 3                    | 4                    | 6                    |                      |                      |
| 2008-2009  | Bulls de Belleville    | LHO            | 56  | 14               | 62               | 76               | 94               | 17               | 3  | 12                   | 15                   | 22                   |                      |                      |
| 2009-2010  | Bulldogs de Hamilton   | LAH            | 77  | 18               | 35               | 53               | 82               | 7                | 3  | 7                    | 10                   | 6                    |                      |                      |
| 2009-2010  | Canadiens de Montréal  | LNH            | 2   | 0                | 2                | 2                | 2                | 14               | 1  | 7                    | 8                    | 6                    |                      |                      |
| 2010-2011  | Canadiens de Montréal  | LNH            | 77  | 14               | 24               | 38               | 124              | 7                | 2  | 2                    | 4                    | 2                    |                      |                      |
| 2011-2012  | Canadiens de Montréal  | LNH            | 81  | 7                | 29               | 36               | 119              | -                | -  | -                    | -                    | -                    |                      |                      |
| 2012-2013  | Canadiens de Montréal  | LNH            | 42  | 11               | 27               | 38               | 57               | 5                | 2  | 2                    | 4                    | 30                   |                      |                      |
| 2013-2014  | Canadiens de Montréal  | LNH            | 82  | 10               | 43               | 53               | 81               | 17               | 5  | 9                    | 14                   | 24                   |                      |                      |
| 2014-2015  | Canadiens de Montréal  | LNH            | 82  | 15               | 45               | 60               | 74               | 12               | 1  | 7                    | 8                    | 31                   |                      |                      |
| 2015-2016  | Canadiens de Montréal  | LNH            | 68  | 6                | 45               | 51               | 75               | -                | -  | -                    | -                    | -                    |                      |                      |
| 2016-2017  | Predators de Nashville | LNH            | 66  | 10               | 30               | 40               | 44               | 22               | 2  | 10                   | 12                   | 29                   |                      |                      |
| 2017-2018  | Predators de Nashville | LNH            | 82  | 16               | 43               | 59               | 82               | 13               | 4  | 5                    | 9                    | 10                   |                      |                      |
| 2018-2019  | Predators de Nashville | LNH            | 63  | 9                | 22               | 31               | 60               | 6                | 1  | 2                    | 3                    | 0                    |                      |                      |
| 2019-2020  | Devils du New Jersey   | LNH            | 68  | 7                | 11               | 18               | 79               | -                | -  | -                    | -                    | -                    |                      |                      |
| 2020-2021  | Devils du New Jersey   | LNH            | 44  | 5                | 14               | 19               | 26               | -                | -  | -                    | -                    | -                    |                      |                      |
| 2021-2022  | Devils du New Jersey   | LNH            | 77  | 5                | 17               | 22               | 82               | -                | -  | -                    | -                    | -                    |                      |                      |
| Totaux LNH | Totaux LNH             | Totaux LNH     | 834 | 115              | 352              | 467              | 905              | 96               | 18 | 44                   | 62                   | 133                  |                      |                      |

### En équipe nationale
| Année | Compétition                 |   | PJ | B | A | Pts | Pun | +/-           |  | Résultat |
| 2008  | Championnat du monde junior | 7 | 0  | 0 | 0 | 2   | 0   | Médaille d'or |  |          |
| 2009  | Championnat du monde junior | 6 | 3  | 6 | 9 | 6   | +12 | Médaille d'or |  |          |
| 2013  | Championnat du monde        | 1 | 0  | 0 | 0 | 0   | 0   | 5e place      |  |          |
| 2014  | Jeux olympiques             | 1 | 0  | 0 | 0 | 0   | 0   | Médaille d'or |  |          |

## Trophées et honneurs personnels

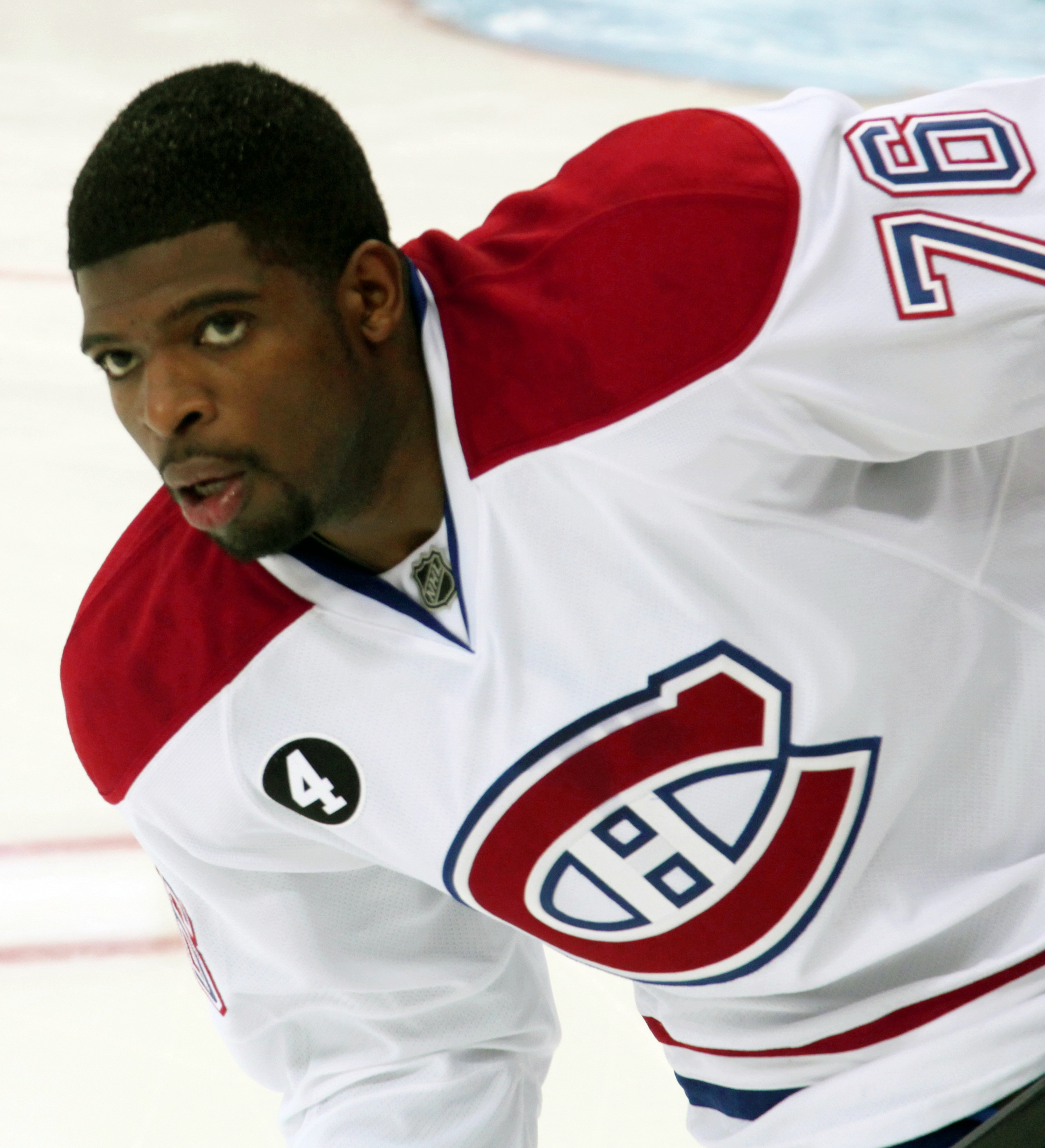
P.K Subban en 2015.

- Championnat du monde junior 2009 :
  - élu dans l'équipe d'étoiles de la compétition
  - remporte la médaille d'or

### Ligue américaine de hockey
- 2009-2010 :
  - sélectionné pour le Match des étoiles avec l'équipe Canada (titulaire)
  - nommé dans la première équipe d'étoiles
  - nommé dans l'équipe d'étoiles des recrues

### Ligue nationale de hockey
- 2010-2011 : participe au Match des Jeunes Étoiles de la LNH
- 2012-2013 :
  - remporte la Coupe Molson au sein des Canadiens de Montréal pour le mois de mars 2013 en tant que meilleur joueur d'après les votes du public
  - récipiendaire du Trophée James-Norris (meilleur défenseur de la LNH)
  - sélectionné dans la première équipe d'étoiles (1)
- 2014-2015
  - sélectionné dans la première équipe d'étoiles (2)
- 2015-2016 : participe au 61e Match des étoiles (1)
- 2016-2017 : 
  - participe au 62e Match des étoiles (2)
  - Sélectionné capitaine de l'équipe de la division centrale
- 2017-2018 : 
  - participe au 63e Match des étoiles (3)
  - sélectionné capitaine de l'équipe de la division centrale
  - sélectionné dans la deuxième équipe d'étoiles
- 2021-2022 :
  - récipiendaire du trophée King-Clancy

### Jeux olympiques
- 2014 : remporte la médaille d'or avec Équipe Canada